# جوآن آی سوآو
جوآن توست آی سوآو (L'Arboç، استان تاراگونا، ۱۹ دسامبر ۱۹۵۷) نقاش و مجسمه ساز اسپانیایی قرن بیستم و بیست و یکم است. او سبک خاص خود را در هنر فیگوراتیو ایجاد کرده است. در این هنر با تغییر شکل بدن و ابهام در صفحه مشخص می‌شود.

### زندگی
او هنرهای زیبا را در تاراگونا و بارسلونا خواند. در سال ۱۹۷۶ اولین نمایشگاه خود را در تاراگونا ارائه کرد. در سال ۱۹۸۰ در کانادا ساکن شد، در مدت زمان ۶ سال در آنجا در ادیمیج، جویس یهودا  گالری، و کلتارت آثارش را به نمایش گذاشت که بعداً در مؤسسه هنر شیکاگو نمایش داده شد. در سال ۱۹۸۹ به پاریس بازگشت و به مدت شش ماه در آنجا زندگی کرد و در گالری ویژن کوای آثارش را  به نمایش گذاشت.
این اقامت‌ها نقطه عطفی در زندگی و کار او بود، زیرا ترکیب‌های فیگوراتیو قدرت و کشش رسمی بیشتری پیدا کردند، شخصیت‌های او پایه کلاسیک‌تری پیدا کردند و سبک او با دگرگونی‌ها و بیان شخصی‌تر غنی‌تر شد. وقتی به کاتالونیا بازگشت، بین آربوس و بارسلونا ساکن شد. او چندین نمایشگاه در داخل و خارج از اسپانیا، تاراگونا، ژرونا، بارسلون، والادولید، سالامانکا، دوسلدورف، رم برگزار کرده‌است.

### مجسمه‌سازی
مجسمه‌سازی رشته‌ ای است که او از كودكى با آن روبرو شد. او از دوران کودکی استعداد خود را برای مجسمه‌سازی نشان داد و از سنین پایین شروع به مدل‌سازی گل رس کرد. در زمینه مجسمه‌سازی سه بعدی، او عموماً از سفید سفالی، گچ و برنز یا رزین با غبار مرمر استفاده می‌کند، بدون اینکه از مواد دیگری که می‌توانند نتیجه نهایی را غنی کنند، استفاده می‌کند. کار در سال ۲۰۰۵ به او ماموریت داده شد که یادبود توری‌ساز آربوس را بسازد، اثری برنزی که در یکی از دوربرگردان‌ها، N-340 در ورودی آربوس (تاراگونا) قرار دارد و توسط وزیر بازرگانی و گردشگری وقت دولت کاتالونیا، جوزپ هوگت افتتاح شد.

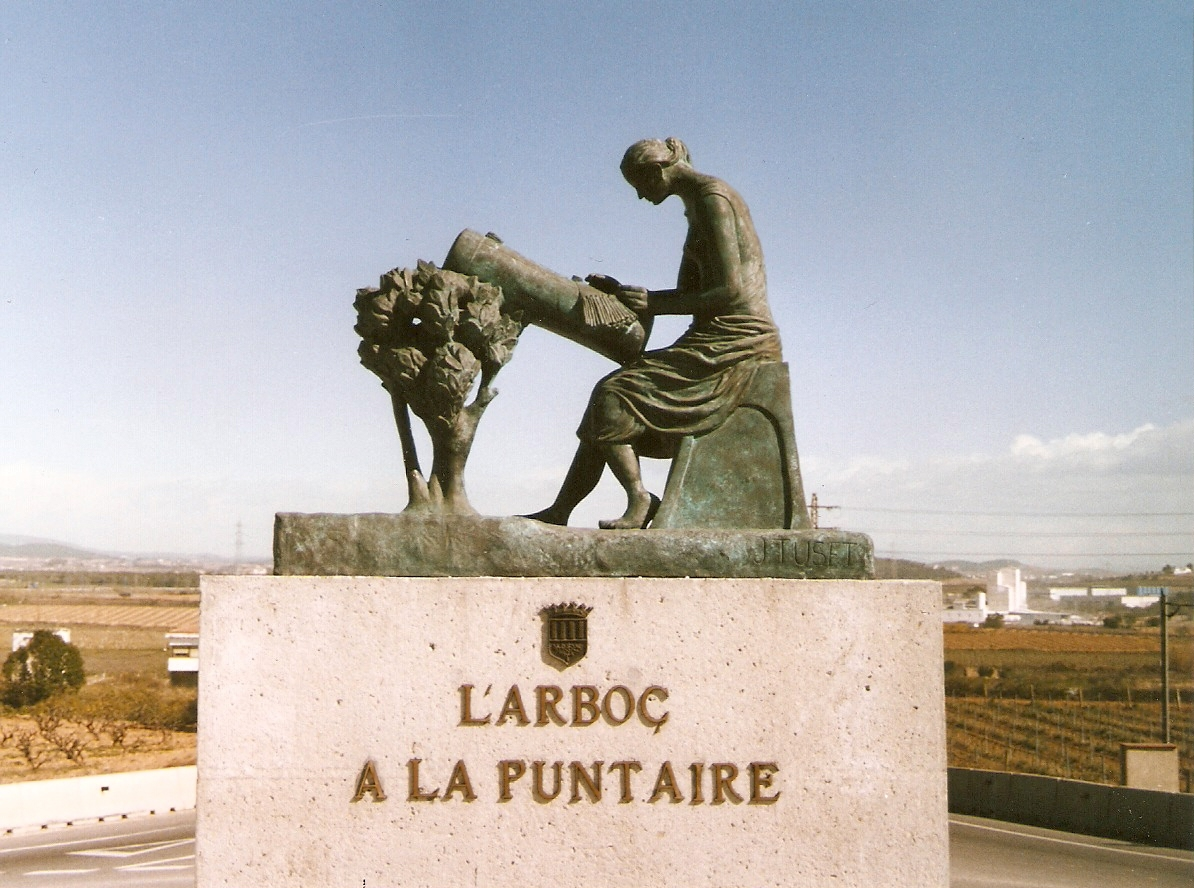
Monument to the Lacemaker of l'Arboç. Bronze sculpture by sculptor Joan Tuset 2005

### نقاشی
او هنرمندی وفادار به اصول فیگوراتیو خود است که سبک خاص خود را در هنر معاصر به شکل انسانی خلق کرده‌است. جوآن توست با فرض ارزش‌های آوانگارد و کلاسیک، به دور از فرمول‌های کلیشه‌ای، اما وفادار به مضامین ثابت، جزئیات و سبک غیرقابل انکار، پیشنهادی دقیق و شخصی ارائه می‌کند.
او همیشه به دنبال عناصری است که بتواند آنچه را که قبلاً گفته یا معتقد است در آثار دیگر نگفته‌ است، غنی کند. او از نقاشی برای تقویت اشتیاق و گاهی کنایه با باری نمادین استفاده می‌کند که به کارش نیروی دراماتیک غیرعادی می‌بخشد و تفاسیر متعدد و جریانی از ایده‌ها را ایجاد می‌کند. دنیای شما به بیان ثابت خود رسیده‌است. جستجوی او ناشی از آگاهی از معاصر بودن است، که اغلب در الهام گرفتن از برخی از منابع اولیه خود تردیدی ندارد.
اخیراً، او تأملات پیچیده و فکری تری در مورد کار خود، در مورد محیط خود، چیزهایی که او را احاطه کرده‌است، کارگاه خود، معنویت او، زندگی روزمره خود ارائه داده‌است، که از آنها ایده‌هایی برای خلق هنر خود می‌گیرد. راهنمای ملی هنرمندان قرن بیست و یکم، جلد ۵، نسخه‌ های اکوادوری، خیرونا.
شخصیت انسان در نقاشی جوآن توست اصلي اساسی است، او نه تنها به بازتولید آن در تخیل خود علاقه‌مند است، بلکه به بیان موقعیت‌های احساسی مختلف نیز علاقه دارد. صداقت بیان شخصی در آثار شما آنها را بسیار جالب می‌کند. (جوزپ ماریا کادنا)
جوآن توست به ما در مورد ارتباط با جهان می‌گوید که به او اجازه می‌دهد «ایده‌ها و افکار خود را بیان کند»، که هنر در خدمت «بیان و انتقال صمیمی‌ترین احساسات، عواطف، افکار و تجربیات ما است».